# Renia Spiegel
Renia Spiegel (Uhryńkowce, 18 de junho de 1924 – Przemyśl, 30 de julho de 1942) foi uma jovem judia polonesa, morta pelos nazistas. 
Sua história ficou conhecida devido ao seu diário pessoal, escrito entre seus 15 e 18 anos, onde conta a experiência de ser uma adolescente e viver na cidade de Przemyśl durante a Segunda Guerra Mundial, onde a situação do povo judeu rapidamente se deteriorou após a invasão da Polônia pela Alemanha Nazista. Seu diário vem sendo comparado com o de Anne Frank.

## Biografia
Renia nasceu em 1924 em Uhryńkowce, uma vila hoje localizada na Ucrânia, mas na época parte da Segunda República Polonesa. Seus pais eram Bernard Spiegel e Róza Maria Leszczyńska. Cresceu na fazenda da família, perto da antiga fronteira com a Romênia, junto de sua irmã 8 anos mais nova, Ariana, que foi uma estrela mirim do cinema polonês.
Renia e Ariana estavam no pequeno apartamento dos avós em Przemyśl, na Polônia quando o Pacto Molotov-Ribbentrop foi assinado em agosto de 1939, seguido da invasão nazista, que levou à separação das irmãs de sua mãe, em Varsóvia. Conforme a guerra prosseguia, Renia estudou em uma escola em Przemyśl e em 1940 começou a se envolver com Zygmunt Schwarzer, filho de um proeminente médico judeu.
Renia começou um diário aos 15 anos, onde contava sobre seu dia a dia, seus sonhos e inquietações com a iminência da guerra. Quando o gueto de Przemyśl foi criado em julho de 1942, Renia e outros 24 mil judeus foram obrigados a se mudar para lá. Cerca de duas semanas depois, Zygmunt secretamente retirou Renia do gueto e a escondeu, junto de seus pais, no sótão da casa da família para impedir a deportação da família para um campo de concentração. Um informante falou com a polícia nazista sobre o esconderijo, que invadiu a casa e encontrou Renia no local.
Em 7 de junho de 1942, Renia escreveu:
| “ | Para onde olho, há derramamento de sangue. Que perseguição terrível. Há matança, assassinatos. Deus Todo-Poderoso, pela enésima vez que eu me humilho na sua frente, nos ajude, nos salve! Senhor Deus, vamos viver, eu te imploro, eu quero viver! Eu vivi tão pouco da vida. Não quero morrer. Tenho medo da morte. É tudo tão brutal, mesquinho, sem importância, tão pequeno. Hoje estou preocupada em ser feia; amanhã eu posso parar de pensar para sempre. | ” |

## Morte
Renia foi levada para a rua junto dos pais de Zygmunt e eles foram executados a tiros em 30 de julho de 1942. Os pais e a irmã de Renia sobreviveram à guerra e emigraram para os Estados Unidos.

## O diário
Renia começou a escrever um diário em 31 de janeiro de 1939, quando tinha 15 anos de idade. O diário de quase 700 páginas foi mantido em segredo e foi feito de várias páginas de um caderno escolar costuradas juntas. Em seus escritos, Renia fala de seu dia a dia na escola, a vida em família, a dor de ficar separada da mãe, seu namoro com Zygmunt Schwarzer, o medo crescente da guerra e o medo de se mudar para o gueto.
Além de seus escritos e pensamentos, o diário também contém desenhos e poemas feitos por Renia. Seu último registro diz:
| “ | Meu querido diário, meu bom e amado amigo! Passamos por momentos terríveis juntos e agora o pior momento está sobre nós. Eu poderia sentir medo agora. Mas Ele não nos deixou, e nos ajudará hoje. Ele vai nos salvar. Ouça, ó, Israel, salve-nos, ajude-nos. Você me manteve a salvo de balas e bombas, de granadas. Ajude-me a sobreviver! E você, minha querida mamãe, reze por nós hoje, reze muito. Pense em nós e que seus pensamentos sejam abençoados. | ” |

Em julho de 1942, Zygmunt descobriu o diário e anotou uma última entrada sobre o esconderijo de Renia e sua execução.
| “ | Três tiros! Três vidas perdidas. Tudo o que consigo ouvir são tiros e tiros. | ” |

Zygmunt levou o diário consigo quando emigrou para os Estados Unidos depois da guerra e entregou à mãe de Renia entre as décadas de 1950 e 1960. A irmã de Renia, Ariana, ficou com o diário em 1969. Apesar de ter mantido posse do diário por todo esse tempo, ninguém fora da família leu o diário até 2012. Jornalistas começaram a comparar o diário de Renia com o Diário de Anne Frank, com a diferença de que Renia era mais velha, tinha outros pensamentos e formas de se expressar, ainda que ambas vivessem escondidas.

## Legado
Em 2012, a filha de Ariana, Alexandra Renata Bellak, entregou o diário para dois tradutores norte-americanos. Ele foi primeiro publicado na Polônia em 2016, na íntegra, e inspirou uma peça de teatro. Partes do diário foram publicados em inglês pelo site da revista do Smithsonian em 2018. Nos Estados Unidos, o livro de 90 mil palavras será publicado pela Penguin Books em 19 de setembro de 2019.
O diário também foi tema de um documentário de Tomasz Magierski, chamado Broken Dreams. Ele estreou em Nova Iorque como parte do memorial do Holocausto.